# Samsung Galaxy Tab 3 8.0
Samsung Galaxy Tab 3 8.0 là máy tính bảng 8-inch chạy hệ điều hành Android sản xuất và phân phối bởi Samsung Electronics. Nó thuộc thế hệ thứ ba của dòng Samsung Galaxy Tab series, bao gồm bản 7-inch và 10.1-inch, Galaxy Tab 3 7.0 và Galaxy Tab 3 10.1. Nó được công bố vào 24 tháng 6 năm 2013, và phát hành ở Mỹ vào 7 tháng 7 năm 2013. Không giống như máy tính bảng 7-inch và 10.1 inch, Galaxy Tab 3 8.0 có kích thước mới trong dòng Tab và đánh dấu sự ra mắt với thế hệ này của máy tính bảng Galaxy. Ngoài ra sẽ có máy tính bảng 8-inch thứ hai của Samsung cao hơn Samsung Galaxy Note 8.0.

## Lịch sử
Galaxy Tab 3 8.0 được công bố vào 24 tháng 6 năm 2013. Nó được ra mắt cùng với Galaxy Tab 3 7.0 và Galaxy Tab 3 10.1 tại 2013 Mobile World Conference. Samsung xác nhận rằng Galaxy Tab 3 8.0 sẽ được phát hành tại Mỹ vào 7 tháng 7 năm 2013 với giá $299.99 cho bản 16GB.

## Tính năng
Galaxy Tab 3 8.0 phát hành với Android 4.2.2 Jelly Bean. Nó được xác nhận rằng vào mùa hè 2013 sẽ phát hành bản nâng cấp Android 4.3 Jelly Bean với một số tính năng có sẵn trong tương lai; tính đến đầu năm 2014, hầu hết các tin tức cho biết 4.3 sẽ bị bỏ qua với bản nâng cấp Android 4.4 Kit-Kat đến trong năm 2014. Samsung tùy biến với giao diện TouchWiz UX. Cũng như các ứng dụng từ Google, bao gồm Google Play, Gmail và YouTube, cho phép truy cập vào úng dụng Samsung như ChatON, S Suggest, S Voice, S Translator, S Planner, Smart Remote, Smart Stay, Multi-Window, Group Play, và All Share Play.
Galaxy Tab 3 8.0 có sẵn bản WiFi-only, 3G & WiFi, và biến thể 4G/LTE & WiFi. Dung lượng bộ nhớ từ 16 GB đến 32 GB tùy theo mẫu, với khe thẻ nhớ mở rộng microSDXC. Nó có màn hình 8-inch WXGA TFT với độ phân giải 1.280x800 pixel. Nó có máy ảnh trước 1,3 MP không flash và 5.0 MP AF máy ảnh trước. Nó có thể quay video HD.

## Liên kết
- Website chính thức